# Hesperoburhinus
Hesperoburhinus är ett släkte med fåglar i familjen tjockfotar inom ordningen vadarfåglar. Släktet omfattar två arter med utbredning i Central- och Sydamerika:
- Amerikansk tjockfot (H. bistriatus)
- Perutjockfot (H. superciliaris)

Arterna kategoriserades tidigare i släktet Burhinus. Genetiska studier från 2022 visar dock att de är mycket avlägset släkt. De har därför lyfts ur och placerats i det egna för ändamålet nybeskrivna släktet Hesperoburhinus.